# Pseudoryzomys simplex
Pseudoryzomys simplex là một loài động vật có vú trong họ Cricetidae, bộ Gặm nhấm. Loài này được Winge mô tả năm 1887.

## Hình ảnh

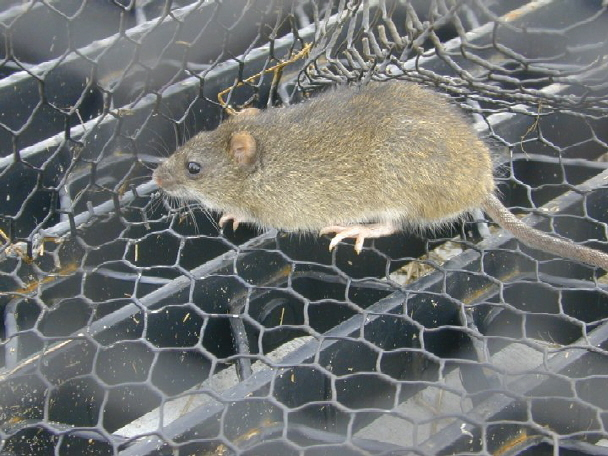
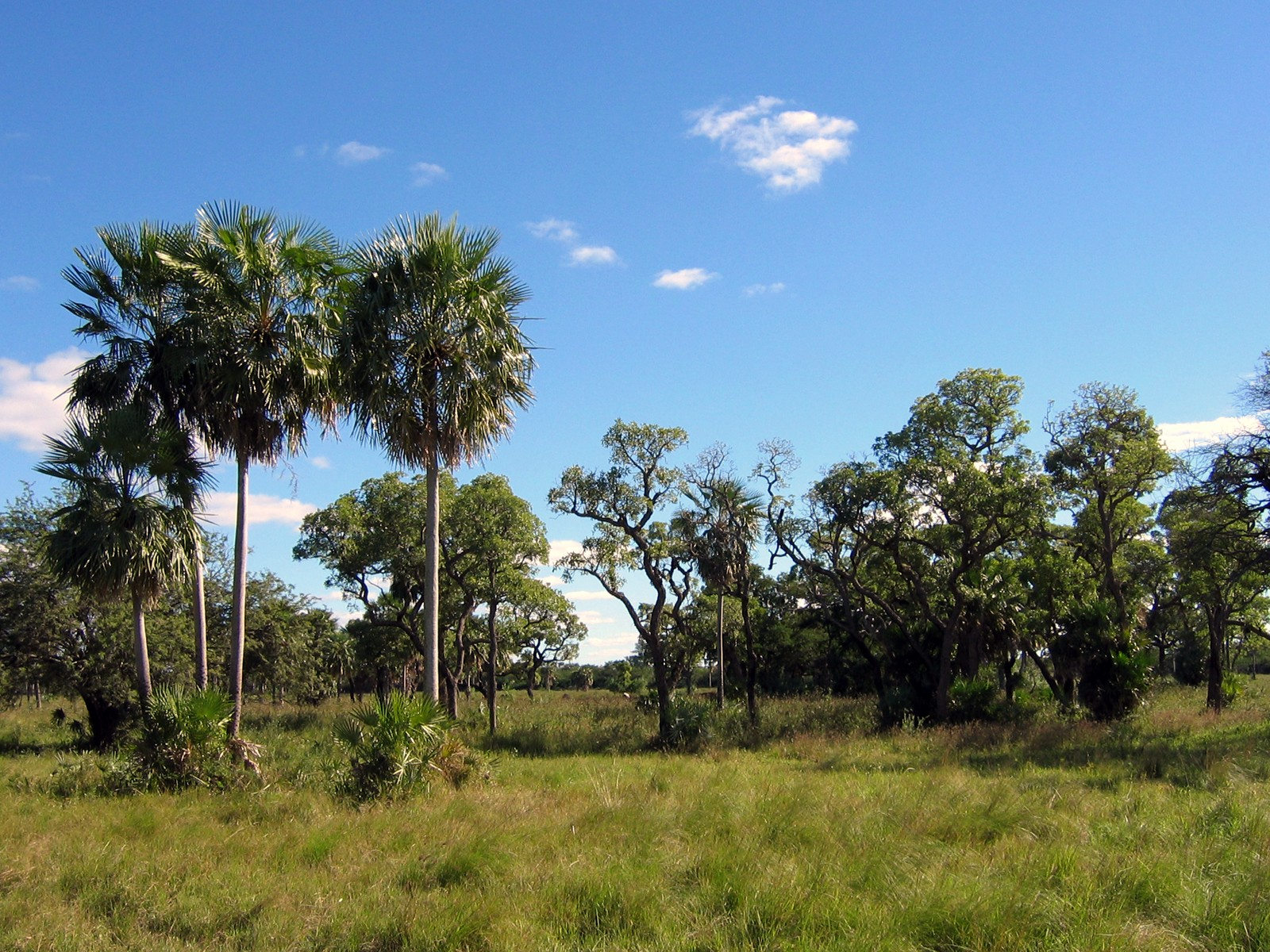
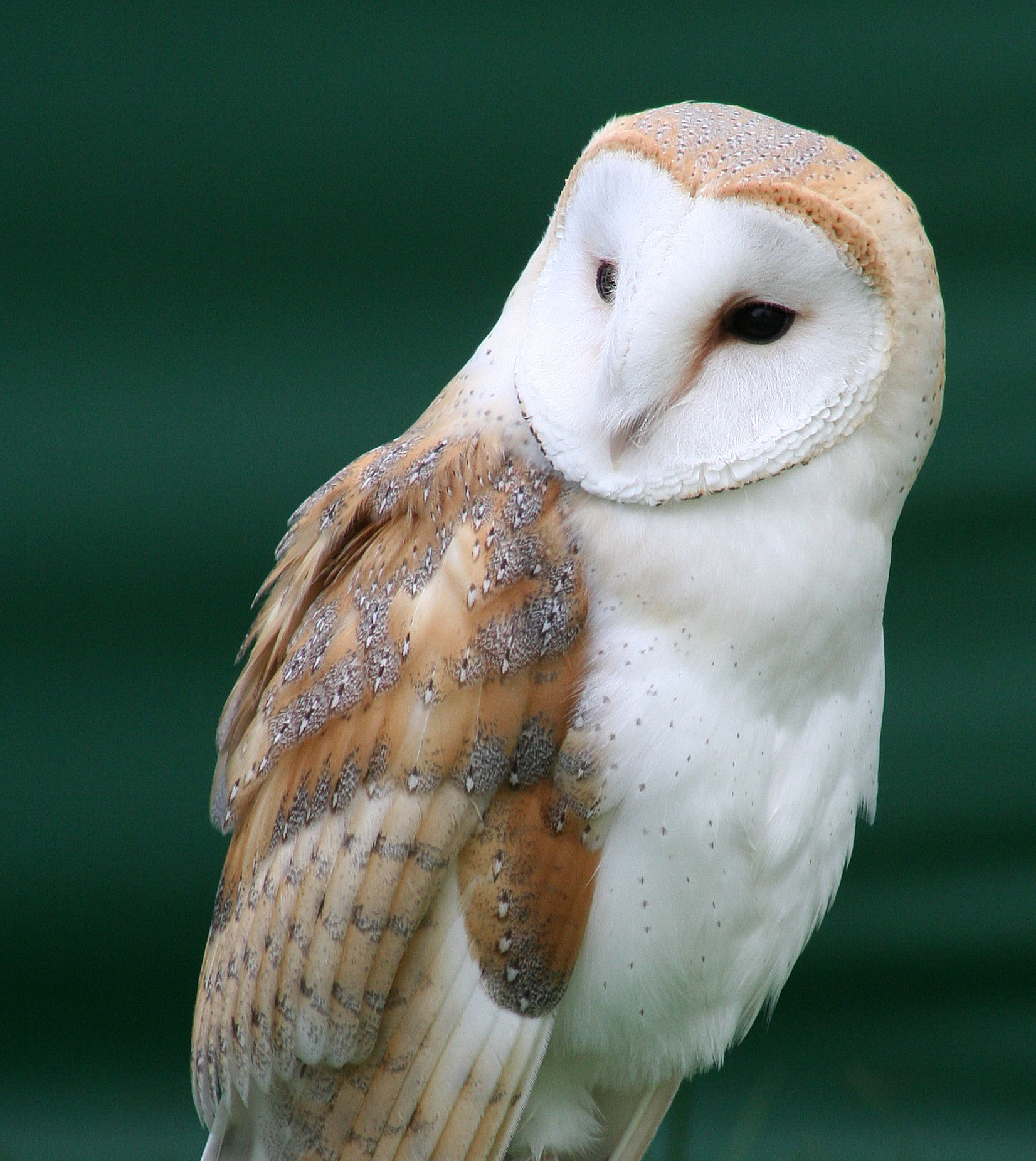
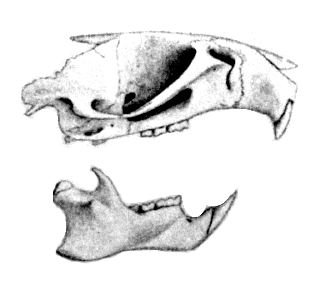